# Georg Martin von Lubomirski

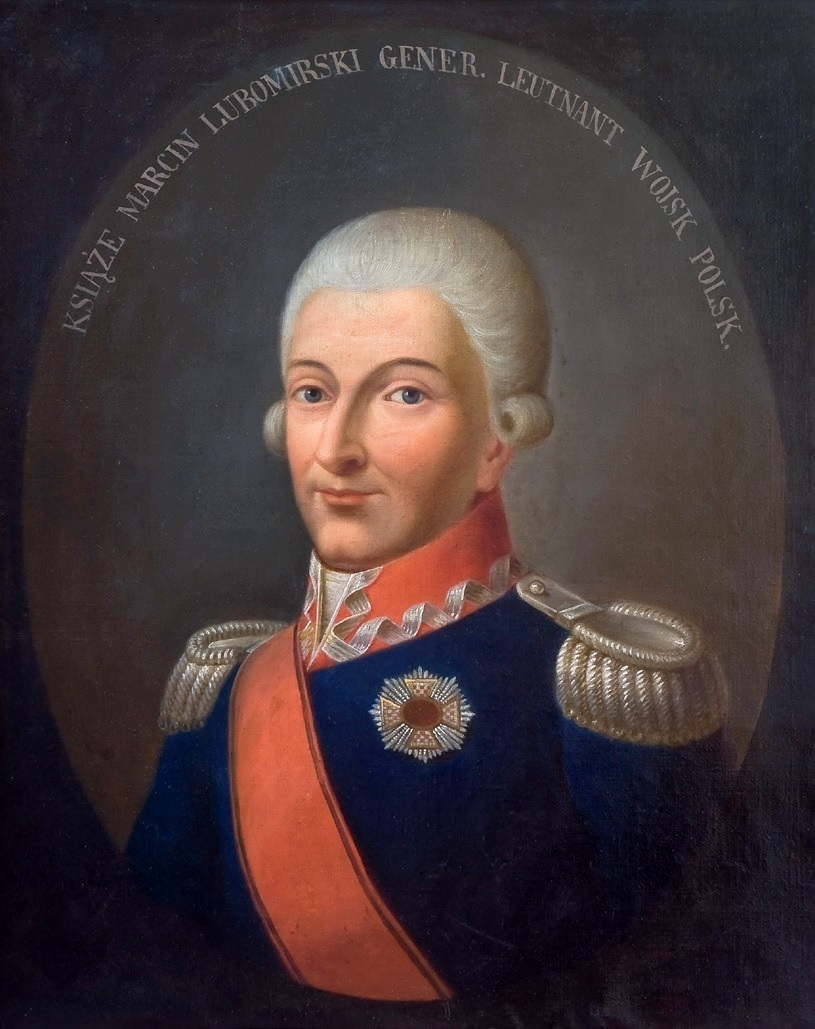
Georg Martin Lubomirski

Fürst Georg Martin Lubomirski (polnisch: Jerzy Marcin Lubomirski; * 24. Oktober 1738; † 27. Juni 1811 in Przecław) war ein polnischer General.

## Leben

### Herkunft
Georg Martin war ein Prinz aus dem polnischen Fürstengeschlecht Lubomirski. Seine Eltern waren Fürst Antoni Benedykt Lubomirski (1718–1761) und Anna Zofia Ożarowska († 1759).

### Werdegang
Lubomirski hatte vom Vater und Onkel einen umfangreichen Gutsbesitz geerbt, den er jedoch teilweise verprasste. Er war einer der berühmt-berüchtigten und legendären Abenteurer seiner Zeit. In der polnischen Geschichtsschreibung wird er sehr negativ beurteilt und als Lebemann, Verschwender, Wüstling, Bankrotteur, Räuber und Bandit tituliert.
Er avancierte 1752 zum Oberstleutnant, 1755 zum Oberst sowie 1756 zum Generalmajor der Kronarmee. Nun trat er in preußische Dienste über und erhielt September 1758 den Auftrag, auf eigene Kosten ein Freihusaren-Regiment aufzustellen. Als Gegenleistung erhielt er den Rang eines Generalmajors. Bereits im November 1758 wurde die unfertige Formation aufgelöst, da Lubomirski nicht genügend Geld aufbringen konnte.
Lubomirski war Ritter des Hubertusordens.
Nachdem er sich auch Russland angedient hatte und in Polen marodierte, wurde er im Jahre 1759 verhaftet, von allen Ämtern enthoben und von allen militärischen Rängen degradiert. Lubomirski wurde zu lebenslanger Haft verurteilt, das Strafmaß wurde aber umgewandelt und auf 15 Jahre Festungshaft herabgesetzt, die er im Buda absitzen sollte. 
1769 beteiligte er sich an der Konföderation von Bar, nannte sich "General der polnischen Kriegshaufen" und verfasste Rechtfertigungsschriften für die Konföderation und für sich selbst. Der Mercure de France druckte 1780 eine davon ab.
Im Jahr 1773 war er Generalleutnant der Kronarmee. Dennoch blieb er Parteigänger Russlands und arbeitete eng mit dem russischen Botschafter in Warschau Otto Magnus von Stackelberg zusammen. Lubomirski nahm 1773 an der Sejm Sitzung zur Legitimierung der I. Teilung Polens teil. Aus dem konfiszierten Vermögen des Jesuiten-Orden bekam er im Nachgang eine Prämie i.H.v. 500.000 Złoty.

### Familie
Lubomirski hatte im Jahr 1757 eine Affäre mit dem 17-jährigen Hoffräulein seiner Mutter, Anna Wyleżyńska († 1787). Er entführt sie, zu einer formellen Heirat kam es jedoch nicht. Sie starb als Benediktinerin. Um aus seiner Festungshaft in Buda vorzeitig freizukommen, vermählte er sich 1765 in Hermannstadt mit Anna Maria Haddik de Futak († 1803), Tochter des damaligen Kommandanten der Festung und nachmaligen Feldmarschalls Andreas Haddik. Die Ehe wurde 1776 geschieden. Anna war nach der Scheidung eine enge Vertraute des polnischen Königs Stanislaus August Poniatowski, mit dem sie einen natürlichen behinderten Sohn hatte. Als Freimaurerin war sie ebenso eine besondere Vertraute des königlichen Sekretärs Pierre-Maurice Glayre. Lubomirski ging eine weitere Ehe mit Honorata Stempowska, ein die entweder zuvor oder nach der Scheidung mit Teofil Załuski vermählt war. Schließlich vermählte er sich letztmals um 1790 mit Tekla Katarzyna Łabęcka († 1831).
Aus seiner Ehe mit Anna hatte er eine Tochter Łucja Franciszka (1770–1811), die sich in Warschau 1790 mit Jerzy Janusz Tyszkiewicz (1768–1831) vermählte.